# Ateuchus illaesum
Ateuchus illaesum là một loài bọ cánh cứng trong họ Bọ hung (Scarabaeidae).